# Infix
Een infix of invoegsel is in de taalkundige morfologie een gebonden morfeem dat binnenin een ander morfeem (meestal is dit laatste een vrij morfeem) wordt geplaatst om aldus een nieuwe betekenis te vormen. Deze nieuwe betekenis is afgeleid van die van het morfeem waar het infix aan is toegevoegd.
Een infix is daarmee ook een affix. Het onderscheidt zich van een interfix doordat het niet dienstdoet als betekenisloze "schakel" tussen twee andere morfemen in een samenstelling. In het Nederlands komen interfixen zoals de tussen-n en tussen-s voor, maar geen infixen. Een twijfelgeval is de meervouds-s bij bepaalde woorden waarbij die niet achter het woord wordt geplaatst, maar erin:
- Pietje-precies -> pietjes-precies
- Lelietje-van-dalen -> lelietjes-van-dalen[1]

Infixen komen vooral veel voor in de Semitische talen, meer in het bijzonder het Arabisch. In deze talen bestaan woorden uit een wortel ofwel stam van een aantal medeklinkers. Door middel van infixen bestaande uit klinkers en soms ook medeklinkers kan een woord verbogen worden en kunnen er afleidingen gemaakt worden.
Het Oudiers maakt gebruik van geïnfigeerde persoonlijke voornaamwoorden als object binnen het werkwoord.

## Andere toepassingen
In de wiskunde, de informatica en de formele logica zegt men dat een bewerking op twee elementen infix genoteerd wordt, als het bewerkingsteken zich tussen de twee elementen bevindt. Dit is bijvoorbeeld het geval bij de optelling, waar het plusteken tussen twee getallen staat.